# Dark Suns
Dark Suns es una banda alemana de metal progresivo formada en Wittenberg en 1997. Actualmente está compuesta por los hermanos Niko y Maik Knappe y por Torsten Wenzel. La banda ha publicado tres álbumes de estudio, una demo y un EP a lo largo de su carrera.

## Historia
Dark Suns fue fundada en 1997 por Tobias Gommlich y Niko Knappe, dos miembros conocidos en la escena metalera del pueblo de Wittenberg. En un principio, Dark Suns fue concebido como un proyecto paralelo de ambos miembros, aunque finalmente enfocaron todas sus energías en él. En 1998 grabaron una demo llamada Below Dark Illusion, en una época de numerosos cambios de alineación. Al año siguiente publicaron su primer y hasta la fecha único EP, Suffering the Psychopathic Results of Daily Blasphemy, que consta de una sola canción de catorce minutos.
Dos años después vio la luz su primer álbum de estudio, Swanlike. En 2003 Gommlich dejó la banda, siendo reemplazado por Torsten Wenzel. Su siguiente álbum, Existence, significó un cambio de estilo con respecto a Swanlike, pasando del death/doom al metal progresivo sin voces guturales. En 2006 Christoph Bormann abandonó la banda dejándola sin bajista. A partir de entonces el trío recurre a Kristoffer Gildenlöw como bajista de estudio para la grabación de Grave Human Genuine, su último álbum hasta la fecha que fue publicado en febrero de 2008.

## Alineación

### Actual
- Niko Knappe - voz, batería, percusión (1997-presente)
- Maik Knappe - guitarra, voz (1998-presente)
- Torsten Wenzel - guitarra, voz (2003-presente)

### Miembros pasados
- Tobias Gommlich - guitarra (1997-2003)
- Matthias Benzke - teclados (1998)
- Oliver Fricke - bajo (1998-2001)
- Michael Beck - bajo (2000-2001)
- Christoph Bormann - bajo (2001-2006)
- Thomas Bremer - teclados, samples (1998-2007)

## Discografía
- Below Dark Illusion (demo, 1998)
- Suffering the Psychopathic Results of Daily Blasphemy (EP, 1999)
- Swanlike (2002)
- Existence (2005)
- Grave Human Genuine (2008)
- Orange (2011)
- Everchild (2016)